# میلوس (اسقف شوش)
مار میلوس (سریانی: ܡܝܠܣ؛ – ۳۴۰/۳۴۱) از قبل از ۳۱۵ تا زمان شهادتش در ۳۴۰ یا ۳۴۱ اسقف شوش در شاهنشاهی ساسانی بود. او در تلاش برای بشارت شوش بود، سفرهای گسترده‌ای در امپراتوری روم شرقی امپراتوری بیزانس داشت و مخالفت با پاپا بار عگای (ܦܦܐ ܒܪ ܥܓܝ) و برتری اسقف‌های سلوکیه تیسفون در کلیسای ایرانی را رهبری کرد. او در آغاز «آزار و شکنجه چهل ساله» توسط مقامات ساسانی اعدام شد.